# Benquerenças
Benquerenças ist eine Gemeinde (Freguesia) im portugiesischen Kreis Castelo Branco. In ihr leben 637 Einwohner (Stand 19. April 2021).